# 新宿十二社温泉
新宿十二社温泉（しんじゅくじゅうにそうおんせん）は、東京都新宿区にあった日帰り入浴施設（公衆浴場）。新宿十二社天然温泉とも呼ばれた。2009年3月29日に営業を終了した。

## 泉質
- 含食塩重曹泉[1]
  - 黒湯である
- 温泉の適応症
  - 創傷および火傷、皮膚掻痒症、および角化症リウマチ性疾患、慢性気管支炎、咽喉炎
  - ※効能はその効果を万人に保障するものではない。

## 施設周辺
出入口は十二社通り沿いのマンション「永谷リヴュール新宿」の1階部分に立地。浴室は地下にあった。
施設東側には新宿中央公園が存在する。

## 歴史
- 1957年頃 - 開業
- 2009年 - 営業終了

## 入湯料
- 大人:1900円
- 小人:1100円

その他、割引回数券などあり（2005年12月現在）。

## アクセス
- 住所：東京都新宿区西新宿四丁目31番3号
- 鉄道：新宿駅より徒歩約15分。または都営地下鉄大江戸線都庁前駅より約8分。
- バス：京王電鉄バス十二社池ノ上停留所より徒歩1分。